# S (canção)
"S" é um single da banda japonesa SID, lançado em 9 de maio de 2012 pela Ki/oon Music e é música tema do filme Sadako 3D. "S" foi incluída no álbum M&W e também no álbum top 1 das paradas Sid 10th Anniversary Best.

## Lançamento
Em um show do Sid em 16 de março de 2012 no Zepp Tóquio, "S" foi tocada pela primeira vez, anunciada como o novo single e que seria trilha sonora do filme Sadako 3D, sendo a primeira colaboração de Sid em um filme. Uma pessoa interpretando a personagem Sadako apareceu repentinamente no palco durante o anúncio. Em 18 de abril a música e seu videoclipe foram lançados no YouTube, no canal da Sony. O videoclipe é em preto e branco e apresenta os membros tocando a música, e foi gravado quase que de uma só vez.
"S" foi lançado em 9 de maio em três edições, apenas duas semanas após o single anterior, "Nokoriga". A edição regular acompanha apenas o CD com três faixas ("S", "Rainy Day" e "Utahime" ao vivo) e as limitadas A e B que vêm com um DVD, contendo o videoclipe de "S" e a filmagem ao vivo de "Utahime", esta que diferente entre a limitada A e B. Em 11 de maio, Sid participou de um programa transmitido pela Nico Nico Douga sobre o lançamento do filme. No dia 19, Sid apareceu no evento oficial de estreia do filme. O diretor do filme Tsutomu Hanabusa solicitou uma música "forte" e disse no evento que a canção atendeu perfeitamente suas expectativas.

## Estilo musical
"S" é uma canção de hard rock, composta pelo baixista Aki, que foi escrita especialmente para ser trilha sonora do filme. O website CD Journal elogiou a composição da música, as guitarras e os vocais "rugidos" de Mao, que é o autor da letra.

## Desempenho comercial
Alcançou a quarta posição na Oricon Albums Chart semanal e ficou na parada por sete semanas. É o 13° single mais vendido da banda, de acordo com o ranking da Oricon. Na parada de singles de rock e pop japoneses da Tower Records, chegou ao quarto lugar, assim como na Billboard Japan Hot 100. Na semana seguinte, caiu para a 17ª na Tower e para a 7ª na Billboard.

## Faixas
Todas as letras escritas por Mao. 
| N.º            | Título                                            | Música         | Duração |  |
| 1.             | "S"                                               | Aki            | 3:28    |  |
| 2.             | "Rainy day" (レイニーデイ)                        | Shinji         | 4:08    |  |
| 3.             | "Utahime" (歌姫, Live from「3.16 SHOOTING LIVE」) | Shinji         | 3:21    |  |
| Duração total: | Duração total:                                    | Duração total: | 10:58   |  |

## Créditos
- Mao – vocal
- Shinji – guitarra
- Aki – baixo
- Yūya – bateria